# Friedrich Aschenauer
Friedrich Aschenauer (* 17. Mai 1849 in Kempten; † 20. Juli 1898 in Friedrichshafen) war ein deutscher Verwaltungsjurist und württembergischer Verwaltungsbeamter.

## Leben
Aschenauers Vater war Advokat. Er selbst besuchte das Humanistische Gymnasium in Neuburg und studierte ab 1867 zunächst Philosophie, ab 1868 dann Rechtswissenschaften in München, Tübingen und Erlangen. 1875 legte er die Zweite höhere Staatsprüfung ab. Nachdem er zunächst als Rechtspraktikant in Bayern tätig gewesen war, wechselte er 1873 in den württembergischen Staatsdienst und war in den Oberämtern Wangen, Tettnang und Blaubeuren tätig, wobei er bis zum Amtmann aufstieg. Ab 1887 war er im Oberamt Biberach eingesetzt, bevor er 1891 als Oberamtmann an das Oberamt Spaichingen wechselte. Dort blieb er bis 1898, als er wegen Dienstunfähigkeit in den Ruhestand versetzt wurde.